# Eon Kid
Eon Kid ou Iron Kid (아이언 키드 Aieon Kideu) é uma série de animação coreana-espanhola no formato CGI exibida no Jetix e na NGT e Rede Record no Brasil e na TVI e na SIC K em Portugal. Atualmente pode ser encontrada dublada em canais do YouTube de forma não oficial, contando uma história sobre um rapaz de 12 anos chamado Marty. É constituída por 26 episódios.
Enquanto a série é conhecida como  Iron Kid  na Coréia do Sul, Espanha e outros países que não falam inglês, é conhecido como 'Eon Kid' nos países de língua inglesa  devido às preocupações legais. Ele estreou em Coreia no  KBS2 em 6 de abril de 2006 e em  TVE no outono de 2006. Nos Estados Unidos, é distribuído por Manga Entertainment e estreou no The CW no bloco de sábado de manhã chamado de Kids WB em 22 de setembro de 2007.

## Sinopse
Há mais de 100 anos, um cyborg tirânico conhecido como o General, foi criado como a ultima esperança em uma guerra desigual, pois os inimigos de seus criadores usavam(aparentemente em grande número) armas chamadas gigantors, robôs gigantescos com vastos arsenais. O General foi capaz de mudar o rumo da guerra e a ganhar, presumivelmente com a ajuda de seus aliados, porém antes que as chamas da Primeira Guerra Robô estivessem apagadas, o desejo de poder do General e de seus aliados cresceu ao ponto dele se voltar contra seus criadores e começar um confronto conhecido como a Segunda Guerra Robô. Para enfrenta-lo, um guerreiro que usava um punho de ferro, chamado Eon, conseguiu derrotar o General, mas teve de sacrificar a própria vida.
Cem anos depois, um jovem rapaz que ganha a vida como catador de peças de robôs, seu robô-cão Buttons e sua amiga foragida da Torre de Ferro, chamada Ally, especializada em robôs, encontram o Punho de Eon (nome verdadeiro é: punho destruidor da estrela errante), que se prende a Marty. Seu pai diz a eles que atravessem o Grande Deserto até a Cidade de Cristal. Mais tarde, Gaff, um cyborg que é o Guardião da família Eon, revela a Marty que ele é o último descendente da Família Eon e que o punho é sua herança e que falta pouco para as forças do General reconstruí-lo. Agora,o objetivo é deter o General, mas antes tem de passar pelo treinamento da família Eon e ir para o templo da alma de ferro para receber o chip do grande Eon e derrotar o General.